# Príncipe de Asturias (Schiff, 1914)
Die Príncipe de Asturias war ein 1914 in Dienst gestelltes Passagierschiff der spanischen Reederei Pinillos Izquierdo y Compañía, das Passagiere, Fracht und Post von Spanien nach Südamerika beförderte. Sie war das größte Schiff ihrer Reederei. Am 5. März 1916 sank die Príncipe de Asturias vor der brasilianischen Küste innerhalb weniger Minuten, nachdem sie auf einen Felsen aufgelaufen war. 445 Passagiere und Besatzungsmitglieder kamen dabei ums Leben. Es handelt sich um eine der größten Tragödien in der Geschichte der spanischen Dampfschifffahrt, daher wird die Príncipe de Asturias von Marinehistorikern auch als „die spanische Titanic“ bezeichnet.

## Das Schiff
Die Príncipe de Asturias war das größte und modernste Passagierschiff der Pinillos Izquierdo y Compañía, einer 1884 gegründeten Dampfschifffahrtsgesellschaft mit Sitz in Cádiz. Die Reederei wurde im Allgemeinen verkürzt Pinillos Line genannt und hatte sich auf den Passagierverkehr von Spanien nach Zentral- und Südamerika spezialisiert. Sie war ein Passagierschiff des Typs und wurde von der schottischen Werft Russell & Company in Port Glasgow nach den Klassifikationsvorschriften von Lloyd’s Register of Shipping gebaut. Der Dampfer war nach dem spanischen Adelstitel „Fürst von Asturien“ benannt, dem offiziellen Titel des Thronfolgers von Kastilien. Ihr Schwesterschiff war die bereits im September 1912 in Dienst gestellte Infanta Isabel (8182 BRT), die 1925 verkauft und im Zweiten Weltkrieg von den US-Amerikanern versenkt wurde.
Die Príncipe de Asturias wurde am 30. April 1914 vom Stapel gelassen und im Juli desselben Jahres vollendet. Sie bediente die Route Barcelona–Cádiz–Las Palmas–Rio de Janeiro–Montevideo–Buenos Aires, für die sie 14 Tage benötigte. Die Jungfernfahrt fand im August 1914 statt. Die Príncipe de Asturias und die Infanta Isabel standen in direkter Rivalität zu den 1913 in Dienst gestellten Luxusdampfern Infanta Isabel de Borbón und Reina Victoria Eugenia (beide über 10.000 BRT) der Reederei Compañía Trasatlantica Española (Spanish Line), die als größte Konkurrentin der Pinillos Line galt.

## Ausstattung

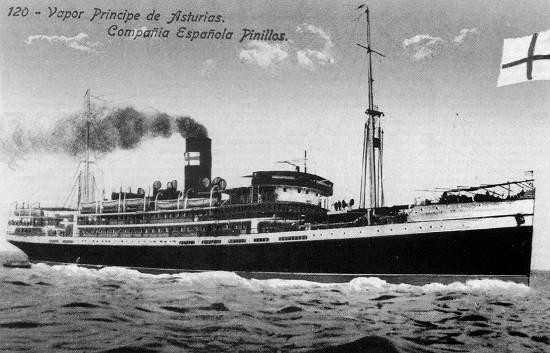
Zeitgenössische Postkarte.

Die Príncipe de Asturias setzte einen neuen Standard für spanische Passagierschiffe hinsichtlich Größe, Komfort und Ausstattung. Der Ausbau der Infrastruktur, die wachsende wirtschaftliche Entwicklung und die Verbesserung der Lebensqualität in Südamerika zu Beginn des 20. Jahrhunderts sorgten für eine große Auswanderungswelle von Spaniern und Portugiesen in jene Region. Dies war ausschlaggebend für den Erfolg spanischer Reedereien, die regelmäßigen Liniendienst in jene Regionen unterhielten. Aufgrund dieser Entwicklung wurden die Schiffe, die diese Route bedienten, immer größer und extravaganter, ein Phänomen, das der Schriftsteller Joseph Conrad als „monströse Transatlantikschiffe“ bezeichnete.
Neben den drei üblichen Preisklassen verfügte die Príncipe de Asturias über ein Zwischendeck, das speziell für mittellose Auswanderer entworfen worden war und bis zu 1.500 Personen aufnehmen konnte. Auf den meisten britischen und amerikanischen Linienschiffen jener Zeit gab es diese Einrichtung, die zu Beginn der Dampfschifffahrt noch Standard gewesen war, nicht mehr.
Die Aufenthaltsräume der Príncipe de Asturias waren im Stil Ludwig XVI. gehalten. Der weiträumige, mit Eiche und Nuss getäfelte Speisesaal der Ersten Klasse wurde mit einer kristallbesetzten Kuppel gekrönt. Der Rauchsalon der Ersten Klasse war mit Sesseln ausgestattet, die mit Marokkoleder bespannt waren. Der Eingangshalle schloss sich eine umfangreiche Bordbibliothek an. Zudem gab es einen Musiksalon mit einem eigens für das Schiff entworfenen Konzertflügel. Auch in technischer Hinsicht war der Dampfer sehr modern. Er wurde mit Vierfach-Expansionsmaschinen von David Rowan & Company aus Glasgow angetrieben, die besonders gut geeignet waren, um Vibrationen einzudämmen. Zudem verfügte sie über elektrisch betriebene Heizungs- und Lüftungsanlagen.

## Untergang

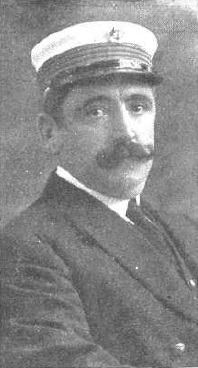
José Lotina Abrisqueta (1872–1916), Kapitän der Príncipe de Asturias.

Am Mittwoch, dem 17. Februar 1916 legte die Príncipe de Asturias mit 588 Menschen an Bord in Barcelona zu einer weiteren Überfahrt nach Buenos Aires ab. Das Kommando hatte Kapitän José Lotina Abrisqueta, ein langjähriger Angestellter der Pinillos Line. Neben 193 Besatzungsmitgliedern waren 395 Passagiere (49 Erste Klasse, 28 Zweite Klasse, 59 Dritte Klasse, 259 Zwischendeck) auf dieser Fahrt an Bord. Die Passagiere waren zum größten Teil Spanier, es befanden sich aber auch einige Mexikaner, Argentinier und Peruaner darunter. Zu den prominenteren Passagieren gehörten der amerikanische Konsul in Santos, Carl F. Dickmann, der damals bekannte katalanische Pianist Juan José Sola Pujol, der argentinische Impresario  Luis Descotte Jourdan, Ramón Artagaveytia Gómez (Sohn des hochrangigen Militärs Ramón de Artagaveytia Urioste) sowie die spanischen Millionärsfamilien Pérez Gardey und de Aguirre.
Die Ladung bestand hauptsächlich aus Metallen wie Zinn, Kupfer und Stahl, Asbest, elektrischen Drähten, portugiesischem Wein sowie zwanzig Bronzestatuen im Wert von 40.000 Livre, die als Komponenten für das Denkmal La Carta Magna y las Cuatro Regiones Argentinas in Buenos Aires, das an den 100. Jahrestag der Mai-Revolution erinnern sollte, gedacht waren. Die Príncipe de Asturias erreichte Valencia am 18. Februar, Cádiz am 21. Februar und Las Palmas am 23. Februar. Anschließend dampfte das Schiff südwärts in den Atlantischen Ozean. Am Montag, dem 6. März, sollte es Buenos Aires erreichen.

Zeichnung des Untergangs von Carlos Alfredo Hablitzel (1977).

In der Nacht vom 4. auf den 5. März 1916 dampfte das Schiff die brasilianische Küste entlang und war fast am Ziel der Reise, als es gegen Mitternacht vor Santos in eine Nebelbank geriet. Kapitän Lotina ließ das Nebelhorn ertönen, um anderen Schiffen seine Präsenz mitzuteilen und so einer Kollision vorzubeugen. Außerdem studierte er die Seekarte, um seine exakte Position bestimmen zu können. Um 04.15 Uhr rammte die Príncipe de Asturias vor dem Landvorsprung Punta da Pirabura an der Ilha de São Sebastião völlig unerwartet einen Felsen. Kapitän Lotina war perplex und befahl „volle Kraft zurück“. Eine Minute später wurde SOS gefunkt. Direkt danach zerstörte eine heftige Kesselexplosion den Maschinenraum, wodurch der Strom ausfiel, das Schiff manövrierunfähig war und nicht mehr um Hilfe gefunkt werden konnte. Auf dem schnell sinkenden Schiff herrschten desaströse Zustände. Es sank in nur fünf Minuten in einem Winkel von 70 Grad Koordinaten: 23° 56′ 49,3″ S, 45° 13′ 50,3″ W
| Wrack der Príncipe de Asturias |

 in 30 m Tiefe. 
Von den 588 Menschen an Bord überlebten nur 143 (86 Besatzungsmitglieder und 57 Passagiere, darunter sechs Frauen und drei Kinder). 445 Menschen kamen ums Leben. Auch Kapitän Lotina und der Leitende Offizier, Antonio Salazar del Campo, waren unter den Todesopfern. Unter den wenigen überlebenden Besatzungsmitgliedern waren der Schiffsarzt Dr. Francisco Zapata, der leitende Funkoffizier Francisco Cotando und der Zweite Offizier Rufino Onzain y Urtiaga. Die Überlebenden wurden von dem französischen Frachter Vega geborgen und nach Santos gebracht.

## Konsequenzen
Der Untergang der Príncipe de Asturias ist eine der größten Tragödien in der Geschichte der spanischen Dampfschifffahrt und daher wird das Schiff auch „die spanische Titanic“ genannt. Nach der Príncipe de Asturias verlor die Pinillos Line noch zwei weitere Schiffe: Die Pío IX ging im Dezember 1916 vor den Kanarischen Inseln unter (40 Tote) und die Valbanera sank im September 1919 vor Kuba in einem Hurrikan, wobei alle 488 Passagiere und Besatzungsmitglieder ums Leben kamen. Die Pinillos Line konnte sich nie von dieser Unfallserie erholen. Ihre letzten drei Schiffe wurden 1925 an die Reederei Compañía Transoceánica verkauft.